# Lestidae
Famille
Les lestes (Lestidae) forment une famille d'insectes appartenant à l'ordre des odonates, fréquents dans les zones humides. Ils font partie des « demoiselles ».

## Caractéristiques
Les ailes des Lestidae sont transparentes (à la différence de celles des Calopteryx), l'espace séparant leur point d'attache du nodus ne comprend que deux nervures transversales. Leurs ptérostigmas (taches situées sur l'extrémité des ailes d'odonates, d'abord blanches, puis prenant une couleur caractéristique de l'espèce) sont rectangulaires, bien plus longs que larges et situés au-dessus de 2 à 4 cellules.

## Liste des genres
Selon World Odonata List :
- Archilestes Selys, 1862
- Austrolestes Tillyard, 1913
- Chalcolestes Kennedy, 1920
- Indolestes Fraser, 1922
- Lestes Leach, 1815
- Orolestes McLachlan, 1895
- Platylestes Selys, 1862
- Sinhalestes Fraser, 1951
- Sympecma Burmeister, 1839

Selon Catalogue of Life (24 janvier 2025) :
- Archilestes Selys, 1862
- Austrolestes Tillyard, 1913
- Ceylonolestes Kennedy, 1920
- Chalcolestes Kennedy, 1920
- Indolestes Fraser, 1922
- Lestes Leach in Brewster, 1815
- Orolestes McLachlan, 1895
- Platylestes Selys, 1862
- Sinhalestes Fraser, 1951
- Sympecma Burmeister, 1839
- Sympycna Charpentier, 1840

Selon ITIS (17 décembre 2016) :
- genre Archilestes Selys, 1862
- genre Lestes Leach, 1815

## En Europe
On observe notamment :
- Lestes dryas (Leste dryade)
- Lestes sponsa  (Leste fiancé)
- Lestes virens (Leste verdoyant)
- Lestes macrostigma (Leste à grands stigmas)
- Lestes barbarus (Leste sauvage)
- Lestes viridis (Leste vert)
- Sympecma fusca (Leste brun)
- Sympecma paedisca (Leste enfant)

### En France
Deux genres de lestes (lestidés) peuvent être observés :
- des Lestes : 6 espèces, dont le corps présente (sauf pour le Leste dryade - Lestes dryas) des reflets métalliques, et qui au repos, maintiennent généralement leurs ailes étalées. Les ptérostigmas des ailes antérieures et postérieures sont situés au centre de la courbure apicale de l'aile.
- des Sympecma : 2 espèces (dont une non revue depuis 1963), caractérisées par des ailes généralement jointes au repos, des ptérostigmas légèrement décalés vers le corps (sur les ailes antérieures et postérieures). Mâle et femelle sont presque semblables.